# Temporada 1967-68 de l'NBA
La temporada 1967-68 de l'NBA fou la 22a en la història de l'NBA. Boston Celtics fou el campió després de guanyar a Los Angeles Lakers per 4-2.

## Classificacions
- Divisió Est

| Equip              | V  | D  | %V   | P  |
| ------------------ | -- | -- | ---- | -- |
| Philadelphia 76ers | 62 | 20 | ,756 | -  |
| Boston Celtics C   | 54 | 28 | ,659 | 8  |
| New York Knicks    | 43 | 39 | ,524 | 19 |
| Detroit Pistons    | 40 | 42 | ,488 | 22 |
| Cincinnati Royals  | 39 | 43 | ,476 | 23 |
| Baltimore Bullets  | 36 | 46 | ,439 | 26 |

- Divisió Oest

| Equip                  | V  | D  | %V   | P  |
| ---------------------- | -- | -- | ---- | -- |
| St. Louis Hawks        | 56 | 26 | ,683 | -  |
| Los Angeles Lakers     | 52 | 30 | ,634 | 4  |
| San Francisco Warriors | 43 | 39 | ,524 | 13 |
| Chicago Bulls          | 29 | 53 | ,354 | 27 |
| Seattle SuperSonics    | 23 | 59 | ,280 | 33 |
| San Diego Rockets      | 15 | 67 | ,183 | 41 |

* V: Victòries
* D: Derrotes
* %V: Percentatge de victòries
* P: Diferència de partits respecte al primer lloc
* C: Campió

## Estadístiques
| Categoria                   | Jugador          | Equip              | Mitjana/% |
| --------------------------- | ---------------- | ------------------ | --------- |
| Punts per partit            | Oscar Robertson  | Cincinnati Royals  | 29,2      |
| Rebots per partit           | Wilt Chamberlain | Philadelphia 76ers | 23,8      |
| Assistències per partit     | Oscar Robertson  | Cincinnati Royals  | 9,7       |
| Percentatge de tirs de camp | Wilt Chamberlain | Philadelphia 76ers | 59,5      |
| Percentatge de tirs lliures | Oscar Robertson  | Cincinnati Royals  | 87,3      |

## Premis
- MVP de la temporada
  -  Wilt Chamberlain (Philadelphia 76ers)

- Rookie de l'any
  -  Earl Monroe (Baltimore Bullets)

- Entrenador de l'any
  -  Richie Guerin (St. Louis Hawks)

- Primer quintet de la temporada
  - Dave Bing, Detroit Pistons
  - Oscar Robertson, Cincinnati Royals
  - Wilt Chamberlain, Philadelphia 76ers
  - Jerry Lucas, Cincinnati Royals
  - Elgin Baylor, Los Angeles Lakers

- Segon quintet de la temporada
  - Hal Greer, Philadelphia 76ers
  - John Havlicek, Boston Celtics
  - Bill Russell, Boston Celtics
  - Jerry West, Los Angeles Lakers
  - Willis Reed, New York Knicks

- Millor quintet de rookies
  - Al Tucker, Seattle SuperSonics
  - Walt Frazier, New York Knicks
  - Phil Jackson, New York Knicks
  - Bob Rule, Seattle SuperSonics
  - Earl Monroe, Baltimore Bullets